# Dhapuk Simal Bhanjyan
Dhapuk Simal Bhanjyan – gaun wikas samiti w zachodniej części Nepalu w strefie Gandaki w dystrykcie Syangja. Według nepalskiego spisu powszechnego z 2001 roku liczył on 829 gospodarstw domowych i 4272 mieszkańców (2322 kobiet i 1950 mężczyzn).